# أرمسترونغ ويتوورث للطائرات
ارمسترونغ ويتوورث للطائرات (بالإنجليزية: Armstrong Whitworth Aircraft) هي شركة بريطانية سابقة لصناعة الطائرات. تأسست في 1912. يقع مقرها في كوفنتري.